# The Mandalorian
The Mandalorian (traducido al español como El mandaloriano) es una serie de televisión por internet de aventura espacial y wéstern espacial estadounidense que se estrenó en la plataforma Disney+ el 12 de noviembre de 2019 en EE. UU. En España, la serie se preestrenó en Mediaset España el 24 de marzo de 2020. En Latinoamérica se preestrenó el 15 de noviembre de 2020, en transmisión exclusiva de los episodios 1 y 2 por Fox Channel. Ubicada en el universo de Star Wars creado por George Lucas, la serie se sitúa 5 años después de los eventos de Return of the Jedi, y sigue a un solitario pistolero más allá de los alcances de la Nueva República. Jon Favreau es el guionista, creador y showrunner de la serie, y es productor ejecutivo junto con Dave Filoni y Colin Wilson. La serie está protagonizada por Pedro Pascal y Katee Sackhoff desde la temporada 3; con Carl Weathers, Gina Carano, Nick Nolte, Emily Swallow, Werner Herzog, Giancarlo Esposito y Omid Abtahi coprotagonizando la serie a lo largo de las temporadas.
Fue lanzada una segunda temporada, compuesta por otros ocho episodios y estrenada el 30 de octubre de 2020. En abril de 2020, se confirmó la tercera temporada que se estrenó el 1 de marzo de 2023; un largometraje continuación, titulado The Mandalorian & Grogu, en desarrollo, dirigida por Favreau y coescrita con Filoni. Se había estado desarrollando una cuarta temporada de la serie, pero no estaba claro si continuaría tras el anuncio de The Mandalorian & Grogu. Las series derivadas interconectadas: The Book of Boba Fett, Ahsoka y Skeleton Crew, amplían el marco temporal de The Mandalorian, con una película sin título dirigida por Filoni que servirá como conclusión de las historias interconectadas.
La serie ha recibido críticas en gran medida positivas de los críticos, con fuertes elogios a las actuaciones (particularmente las de Pascal), los efectos visuales, la cinematografía, la dirección, las secuencias de acción, el peso emocional, la partitura musical y la química de los dos protagonistas. La primera temporada fue nominada a Mejor Serie Dramática en la 72ª edición de los Premios Primetime Emmy y ganó siete Premios Primetime Creative Arts Emmy.

## Argumento

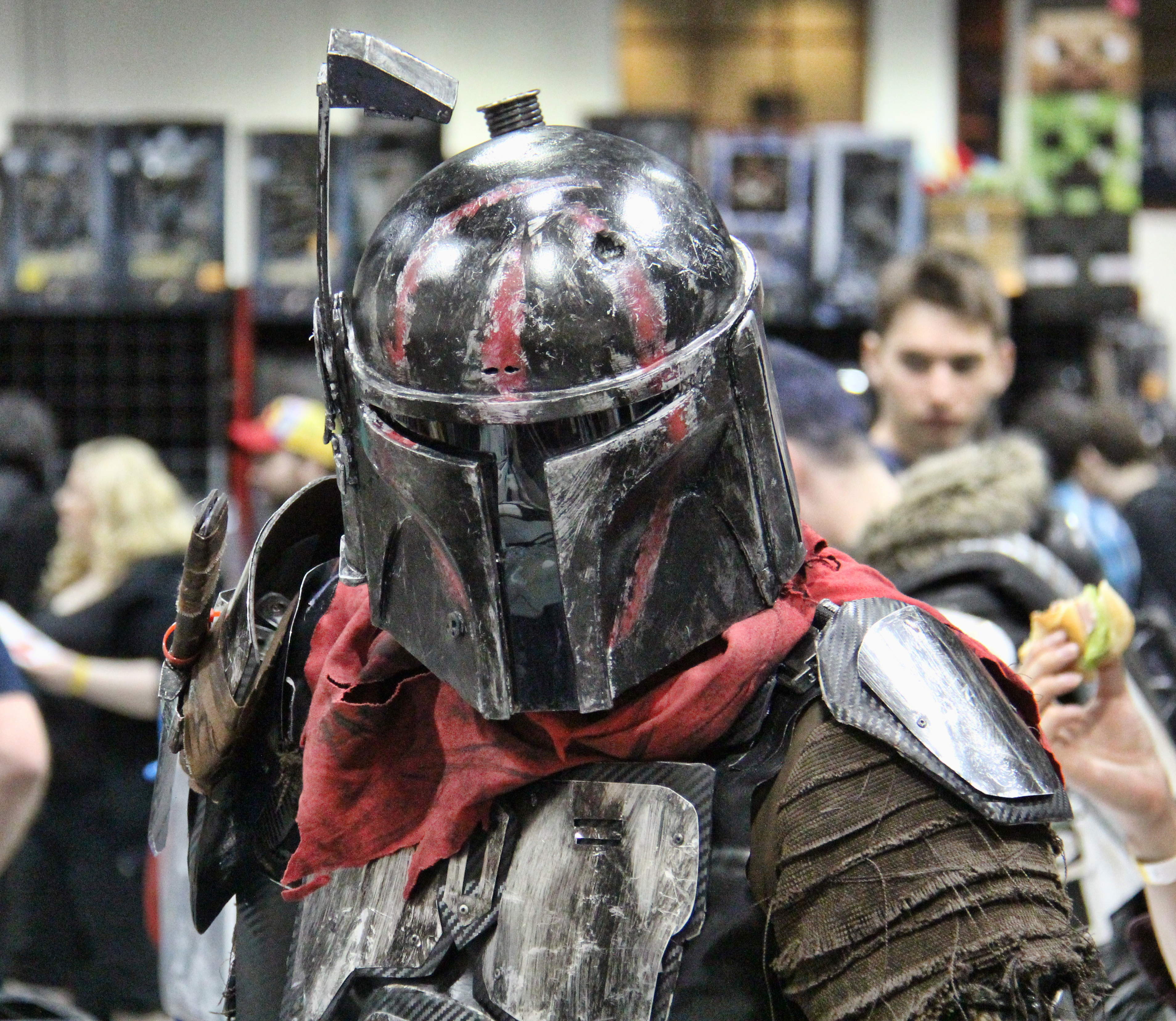
La serie The Mandalorian recibe su nombre por su protagonista, el cual pertenece a un grupo de nómadas mercenarios llamados mandalorianos, los cuales se relacionan con el planeta Mandalore, y por la característica armadura que portan.

Cinco años después de los eventos de El Retorno del Jedi y la caída del Imperio Galáctico, The Mandalorian sigue a Din Djarin / El Mandaloriano, un cazarrecompensas mandaloriano solitario en los confines de la galaxia. Es contratado por las fuerzas imperiales remanentes para recuperar al niño Grogu, pero en su lugar huye para protegerlo. Mientras buscan reunir a Grogu con los de su clase, son perseguidos por Moff Gideon, que quiere usar la conexión de Grogu con la Fuerza. Para la tercera temporada, el dúo viajara a Mandalore para que Din Djarin pueda redimirse por la transgresión de quitarse el casco. Esto lo harán junto a la legendaria princesa mandaloriana Bo-Katan Kryze.

## Reparto

### Protagonistas
- Pedro Pascal como Din Djarin / El Mandaloriano: un pistolero solitario y cazarrecompensas que a veces se conoce como mando (un término genérico y posiblemente ofensivo[12][13] utilizado para referirse a todos los mandalorianos). Es un huérfano que fue rescatado a temprana edad por los mandalorianos. Pascal ha descrito a su personaje como Clint Eastwood, con habilidades avanzadas de combate y "carácter moral cuestionable".
  - Brendan Wayne y Lateef Crowder son los dobles de riesgo del personaje.
- El Niño, cuyo nombre verdadero es Grogu y pertenece a la misma especie que alguna vez fue el maestro Yoda con habilidades similares en la Fuerza. Pese a ser apodado cariñosamente como "el niño" tiene más de 50 años y es un ejemplar muy joven de su especie. El cliente imperial ofrece una gran recompensa por capturar al niño, pero este es encontrado y protegido por Din Djarin a lo largo de la serie, mientras se convierte en el objetivo de una multitud de cazarrecompensas que quieren secuestrarlo.
- Katee Sackhoff como Bo-Katan Kryze: una legendaria guerrera prodigio mandaloriana con asentamiento en Kalevala. Era la hermana menor de la antigua duquesa de Mandalore, Satine Kryze, también formó parte del grupo de mandalorianos extremistas conocidos como la Guardia de la Muerte, dirigida en el pasado por Pre Vizsla, hasta que su líder de grupo y su hermana fueron asesinados por el ex-lord Sith Darth Maul. Actualmente es líder del grupo de mandalorianos conocidos como los Búhos Nocturnos y pretendiente al trono de Mandalore. Aspira a obtener el Sable Oscuro que actualmente esta en posesión de Din Djarin, luego que este último lo ganara por derecho en una batalla al derrotar a su antiguo portador el Moff Gideon, con el fin de volver a unir a todos los mandalorianos. Su padre fue el último Mand'alore del planeta. katee Sackhoff reinterpreta el personaje de las series The Clone Wars y Rebels.[14] Es protagonista de la serie a partir de la tercera temporada.

### Coprotagonistas
Los siguientes actores recibieron coprotagonismo en los créditos finales principales de los episodios en los que aparecieron:
- Carl Weathers como Greef Karga, un exmagistrado y líder de un gremio de cazarrecompensas en el planeta Nevarro que contrata al mandaloriano para rastrear un activo valioso, a partir de la segunda temporada vuelve a su puesto de magistrado de Nevarro.
- Werner Herzog como El Cliente, un hombre sin nombre con soldados de asalto como guardaespaldas que se encarga de que el mandaloriano rastree un activo valioso.
- Omid Abtahi como el Dr. Penn Pershing, un científico que trabaja para "el Cliente", que más tarde revela que trabaja en una investigación sobre clonación.
- Nick Nolte como la voz de Kuiil, un ugnaught granjero que compró su libertad después de ser esclavizado por el Imperio.[15] Misty Rosas proporcionó la captura de movimiento de Kuiil.[16][17]
- Taika Waititi como la voz de IG-11, un droide cazarrecompensas que procesa las conversaciones de manera precisa y literal. Después de intentar matar al niño como recompensa, y ser detenido por Djarin, Kuiil reprograma IG-11 para proteger al niño.
- Gina Carano como Carasynthia "Cara" Dune, una exsoldado rebelde (shock trooper) convertida en mercenaria de Alderaan que luchó en la guerra civil por la Alianza Rebelde.[18]
- Amy Sedaris como Peli Motto, una asistente de muelle y mecánica de naves espaciales en Tatooine.
- Ming-Na Wen como Fennec Shand, una reconocida asesina y cazarrecompensas que se cruza en más de una ocasión con el Mandaloriano.[19]
- Bill Burr como Migs Mayfeld, un exfrancotirador imperial y el hombre clave de la tripulación de Malk.
- Giancarlo Esposito como Moff Gideon: un despiadado exoficial de la Fuerza de Seguridad Imperial y actual líder de un remanente del Antiguo Imperio, cuya vida cambió después de que los rebeldes destruyeron la primera y segunda Estrella de la Muerte, actualmente es el poseedor del legendario Sable Oscuro mandaloriano.[20]
- Emily Swallow como La Armera:[21] La líder de la Tribu y una mujer mandaloriana que forja armaduras y equipos de acero Beskar, y hace cumplir la tradición entre los mandalorianos sobrevivientes.

### Invitados

#### Temporada 1 (2019)
- Julia Jones como Omera, una agricultora viuda en Sorgan que proporciona alojamiento para el mandaloriano durante su estancia en el planeta.[22]
- Isla Farris como Winta, la hija de Omera que se une con el Niño durante su estancia en el planeta.
- Asif Ali como Caben, un granjero de Sorgan que, con su amigo Stoke, le pide al mandaloriano que proteja su aldea contra los ataques de los asaltantes klatooinianos.
- Eugene Cordero como Stoke, un granjero en Sorgan.
- Rio Hackford como Riot Mar, un cazarrecompensas que ataca al mandaloriano en su nave.[23]
- Jake Cannavale como Toro Calican, un cazarrecompensas incipiente que busca unirse al gremio de cazadores de recompensas capturando a Fennec Shand. Contrata al Mandaloriano para que lo ayude.
- Mark Boone Junior como Ranzar "Ran" Malk, un mercenario anciano y líder de una variada tripulación que busca liberar a un prisionero en una nave de la Nueva República. Malk es un antiguo asociado del mandaloriano antes de unirse al gremio.
- Natalia Tena como Xi'an, un miembro Twi'lek de la tripulación y maestro de cuchillos de Malk. Ella es el antiguo interés amoroso de Djarin.
- Clancy Brown como Burg: un gran miembro devaroniano de la tripulación de Malk que sirve como el músculo del equipo.
- Richard Ayoade como la voz de Q9-0: también conocido como Zero, un miembro droide de la tripulación de Malk.
- Ismael Cruz Córdova como Qin, el hermano Twi'lek de Xi'an. Tiene un pasado combativo con el mandaloriano.
- Matt Lanter como Davan, un soldado de la Nueva República.[24] Lanter había interpretado la voz de Anakin Skywalker en Star Wars: The Clone Wars y Star Wars Rebels.
- Dave Filoni como Trapper Wolf, un piloto de X-Wing de la Nueva República.
- Rick Famuyiwa como Jib Dodger, un piloto de X-Wing de la Nueva República.
- Deborah Chow como Sash Ketter, piloto de X-Wing de la Nueva República.

Horatio Sanz hizo de una recompensa Mythrol y Brian Posehn hizo de un piloto de deslizador en el Capítulo 1: El Mandaloriano. El creador de la serie Jon Favreau expresó a Paz Vizla, un mandaloriano de infantería que aparece en el Capítulo 3: El pecado, interpretado por el doble Tait Fletcher. Adam Pally y Jason Sudeikis hicieron de dos soldados exploradores en el Capítulo 8: Redención. Además, los miembros de la Legión 501 fueron convocados como soldados de asalto.

#### Temporada 2 (2020)
- John Leguizamo como la voz de Gor Koresh, un gángster de Abyssin a quien The Mandalorian buscó para obtener información sobre cualquier avistamiento de otros mandalorianos.
- Misty Rosas como Frog-Lady, una criatura que recluta al mandaloriano para que la lleve a ella y a sus huevos a la luna Trask para reunirse con su esposo
- Michael Biehn como Lang, un cazarrecompensas.[31]
- Rosario Dawson como Ahsoka Tano, la antigua Padawan Jedi de Anakin Skywalker, convertida en espía de la Alianza Rebelde. Dawson reemplaza a Ashley Eckstein quien había interpretado la voz a Ahsoka en las series de The Clone Wars y Rebels.[32]
- Temuera Morrison como Boba Fett, un conocido cazarrecompensas que utiliza equipamiento mandaloriano, quien aparentemente murió al ser devorado por el Sarlacc en el episodio 6 pero de alguna forma logró sobrevivir. Morrison anteriormente hizo la voz del personaje en distintos medios de Star Wars. Morrison reemplaza al fallecido Jeremy Bulloch quien interpretó a Boba Fett en Una nueva esperanza, El Imperio contraataca y Return of the Jedi. Morrison interpretó anteriormente a Jango Fett y al ejército de soldados clones en El ataque de los clones y en la La venganza de los Sith.[33]
- Timothy Olyphant como Cobb Vanth, un exesclavo que consigue la armadura mandaloriana de Boba Fett y se convierte en comisario de Mos Pelgo. El personaje apareció anteriormente en la trilogía de novelas Star Warsː Aftermath.[34][35]
- Mercedes Varnado como Koska Reeves, una guerrera mandaloriana que forma parte de los Búhos Nocturnos junto a Bo-Katan.
- Simon Kassianides como Axe Woves, un guerrero mandaloriano que forma parte de los Búhos Nocturnos junto a Bo-Katan.
- Diana Lee Inosanto como Morgan Elsbeth, la magistrado Imperial de Calodan en el planeta Corvus,
- Mark Hamill como Luke Skywalker, el Maestro Jedi que responde a la transmisión de Grogu a través de la Fuerza.

#### Temporada 3 (2023)
- Katy M. O'Brian como Elia Kane "G68", una ex oficial de comunicaciones imperial que sirvió bajo Gideon que se ha unido a la Nueva República tras ser indultada, pero sigue sirviendo al Remanente Imperial de Gideon en secreto.
- Steve Blum como como Garazeb "Zeb" Orrelios, un guerrero Lasat que fue miembro de la tripulación de la nave "Ghost". Blum reinterpreta al personaje de la serie, Star Wars Rebels.
- Ahmed Best como Kelleran Beq, el Maestro Jedi que rescata a Grogu durante la Orden 66. Ahmed anteriormente interpretó a Jar Jar Binks en la Segunda trilogía de Star Wars.
- Paul Sun-Hyung Lee como Carson Teva, un piloto X-wing que ha tenido varios encuentros con Din Djarin.
- Tim Meadows como Coronel Tuttle
- Jack Black como Capitán Bombardier
- Lizzo como La Duquesa
- Christopher Lloyd como Comisario Helgait
- Tait Fletcher como Paz Viszla, un miembro importante de los Hijos de la Guardia, que se sacrifica por el bien de la contienda para recuperar Mandalore.

## Episodios
| Temporada | Temporada | Episodios | Episodios | Emisión original        | Emisión original        |
| Temporada | Temporada | Episodios | Episodios | Primera emisión         | Última emisión          |
| --------- | --------- | --------- | --------- | ----------------------- | ----------------------- |
|           | 1         | 8         | 8         | 12 de noviembre de 2019 | 27 de diciembre de 2019 |
|           | 2         | 8         | 8         | 30 de octubre de 2020   | 18 de diciembre de 2020 |
|           | 3         | 8         | 8         | 1 de marzo de 2023      | 19 de abril de 2023     |
|           | 4         | —         | —         | TBA                     | TBA                     |

## Producción

### Antecedentes
En febrero de 2010, se dieron a conocer los detalles sobre una posible serie de televisión de Star Wars de imagen real desarrollada por George Lucas. La serie se describió como "arenosa y oscura" y se esperaba que presentara tanto personajes secundarios como más importantes, como Boba Fett, C-3PO y el Emperador Palpatine. Lucas describió la serie en ese momento diciendo: "Es mucho más intrépida. Es más de lo que llamaría una telenovela con un montón de dramas personales. No está realmente basada en películas de acción y aventura de los años 30. "¡En realidad está más basada en películas de cine negro de los años 40!" En junio de 2012, el productor ejecutivo publicó más detalles sobre la serie: Rick McCallum en una entrevista con Den of Geek reveló que la serie había estado en desarrollo desde principios del año 2009 y que se habían producido más de 50 guiones en los años siguientes. Explicó que la mayoría de los guiones estaban en sus segundos borradores pero, debido a su contenido complejo, eran financieramente prohibitivos de producir.
En enero de 2013, después de la venta de Lucasfilm a la compañía Walt Disney en diciembre de 2012, el entonces presidente de la cadena de televisión ABC, Paul Lee, habló sobre el estado actual de la serie comentando: "Nos encantaría hacer algo con Lucasfilm, no estoy seguro de qué todavía. Ni siquiera nos hemos sentado con ellos. Vamos a ver [la serie de imagen real], vamos a mirarlos a todos, y veremos qué es lo correcto. No estábamos 'no puedo discutir esto con ellos hasta que [la adquisición] se cierre' y simplemente, definitivamente, va a ser parte de la conversación". Se aclaró además que Ronald D. Moore había escrito algunos de los guiones de la serie y ese extenso trabajo de arte, incluyendo diseños de personajes, diseños de vestuario y escenografías, había sido desarrollado por artistas conceptuales y diseñadores en el estudio de diseño de Lucas en el Rancho Skywalker. En ese momento, el equipo creativo había sido supervisado de cerca por McCallum y Lucas. En junio de 2014, se revelaron más detalles sobre la serie producida por Lucas, como el hecho de que la serie se llamaría Star Wars: Underworld, que los escritores adicionales habían incluido a Louise Fox y Stephen Scaia, y que la serie habría representado momentos nunca vistos de la franquicia, como cuando Han Solo conoció a Chewbacca y cuando Lando Calrissian perdió el Halcón Milenario.
En diciembre de 2015, la presidenta de Lucasfilm, Kathleen Kennedy, reveló que la compañía aún estaba explorando sus opciones con el material que se había producido para la serie, diciendo: "No y no, curiosamente, esa es un área en la que hemos pasado mucho tiempo, leyendo a través del material que él desarrolló, es algo que nos gustaría mucho explorar... Así que nuestra actitud es que no queremos tirar nada de eso, es oro. Y es algo en lo que estamos gastando mucho tiempo. Mirando, entrando, discutiendo, y muy bien podemos desarrollar esas cosas aún más. Definitivamente queremos hacerlo". En enero de 2016, el entonces presidente de la ABC, Lee, dio una actualización sobre el estado de los planes de Lucasfilm para una serie de televisión de Star Wars de imagen real, y dijo que "están enfocados en sus películas". Aunque el siguiente agosto, después del reemplazo de Lee por Channing Dungey como presidente de ABC, se reveló durante la gira de prensa anual de verano de Dungey de Television Critics Association que: "De las conversaciones con Lucas, hemos tenido conversaciones con ellos y seguiremos teniendo conversaciones con ellos. Creo que sería maravilloso si pudiéramos encontrar una manera de extender esa marca a nuestra programación". Sin embargo, un mes después, el presidente de Disney–ABC Television Group, Ben Sherwood, aclaró el estado de desarrollo de una posible serie de imagen real diciendo: «en algún lugar en el que esperemos que en una galaxia no muy lejana haya un programa de televisión que saldrá al aire en una de nuestras redes. Pero no tengo ninguna esperanza. Tienen muchas películas que hacer de aquí a entonces. Estamos profundamente inmersos en una relación muy productiva con Lucasfilm haciendo Star Wars Rebels, de Disney XD. Y estamos en conversaciones continuas con ellos sobre lo que será la próxima animación del espectáculo Star Wars».

### Desarrollo
Mientras trabajaba en El Rey León (2019), una nueva versión fotorrealista de la película animada de 1994, en 2017, el director Jon Favreau le presentó a Kennedy, una idea que tenía para una serie de televisión de Star Wars protagonizada por Mandalorianos.  Dave Filoni, productor ejecutivo de las series animadas Star Wars: The Clone Wars y Star Wars Rebels, también había estado concibiendo una serie centrada en Mandalorian, y Kennedy sugirió que él y Favreau se reunieran para discutir sus ideas.  Favreau y Filoni se habían conocido previamente en el Rancho Skywalker cuando Favreau estaba trabajando en Iron Man (2008) y Filoni estaba trabajando en la primera temporada de The Clone Wars, y Favreau posteriormente expresó el personaje mandaloriano Pre Vizsla en The Clone Wars para Filoni. Cuando Favreau se reunió con Filoni sobre la idea de su serie, pudieron combinar el conocimiento de Filoni sobre la historia mandaloriana con el concepto de pistolero solitario de Favreau. Filoni también dibujó un garabato de un bebé de la misma especie que el personaje de Star Wars, Yoda, que se convirtió en "El Niño". Favreau quería explorar la "escoria y la villanía" del universo de Star Wars después de los acontecimientos de la película El retorno del Jedi (1983). Comenzó a pasar varias horas al final de cada día desarrollando la serie mientras dirigía El Rey León. 

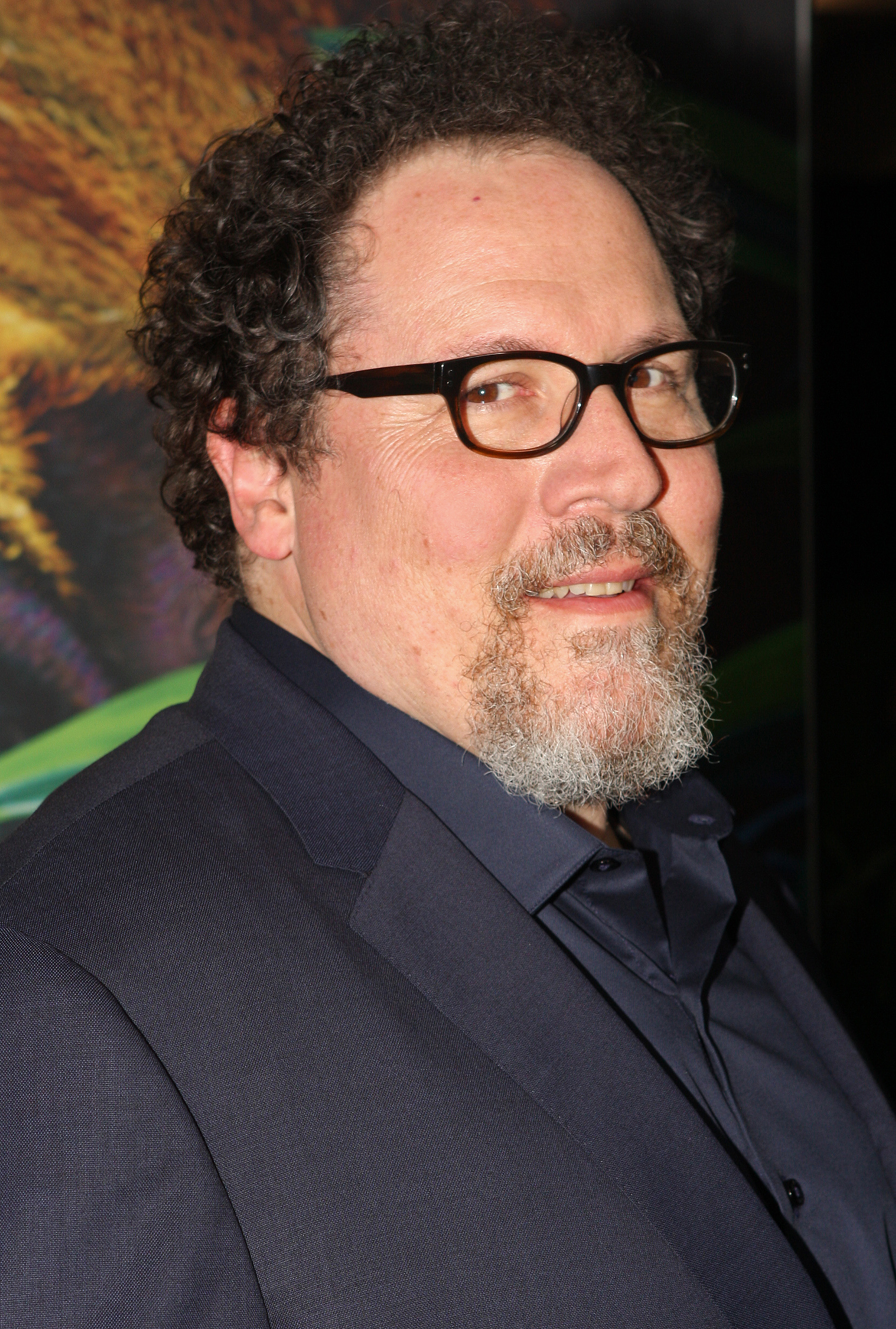
Jon Favreau, creador de la serie.

El 9 de noviembre de 2017, se anunció que Disney y Lucasfilm estaban desarrollando una nueva serie de televisión de Star Wars de imagen real para el próximo servicio de streaming de Disney, entonces sin nombre. El anuncio fue hecho por el presidente y CEO de Walt Disney Company, Bob Iger, durante una visita trimestral de ganancias con inversionistas.
El 6 de febrero de 2018, se informó que Iger había revelado durante otra conferencia telefónica de informe financiero con inversores que varias series de imagen real de Star Wars estaban en desarrollo por parte de Disney diciendo: "Estamos desarrollando no solo una sino varias series de Star Wars específicamente para la plataforma de vídeo bajo demanda de Disney. Lo hemos mencionado y estamos cerca de ser capaces de revelar al menos una de las entidades que lo está desarrollando para nosotros. Debido a que el acuerdo no está completamente cerrado, pedimos que no sea específico al respecto. Creo que encontrará que el nivel de talento... en el frente de la televisión también será bastante significativo".
El 8 de marzo de 2018, se anunció que la próxima serie sería escrita y producida por Jon Favreau. El 10 de mayo de 2018, Favreau confirmó en la alfombra roja del estreno mundial de Han Solo: una historia de Star Wars que la serie se establecería tres años después del final de la película El Regreso del Jedi, y que la mitad de los guiones para la primera temporada ya habían sido completados. El 5 de agosto de 2018, se informó que la serie se había presupuestado en alrededor de 100 millones de dólares por 10 episodios. El 3 de octubre de 2018, se anunció que la serie se titularía The Mandalorian y se reveló la premisa central del show. Al día siguiente, se reveló que los productores ejecutivos adicionales incluirían a Dave Filoni, Kathleen Kennedy y Colin Wilson, con Karen Gilchrist como coproductora ejecutiva. También se esperaba que Filoni dirigiera el primer episodio de la serie con directores adicionales como Taika Waititi, Bryce Dallas Howard, Rick Famuyiwa y Deborah Chow.
En julio de 2019, Favreau confirmó que habría una segunda temporada de la serie y que había comenzado a escribirla.  Iger anunció en febrero de 2020 que la segunda temporada se estrenaría en octubre.  A finales de abril, Favreau había estado escribiendo una tercera temporada durante "un tiempo" y estaba comenzando un mayor desarrollo de la temporada.  En septiembre, el coprotagonista Giancarlo Esposito dijo que la segunda temporada "comenzaría a sentar las bases para la profundidad y amplitud que vendrán en las temporadas 3 y 4, donde realmente comenzarás a obtener respuestas".  Rick Famuyiwa, quien dirigió las dos primeras temporadas, fue nombrado productor ejecutivo de la tercera temporada.  A finales de mayo de 2022, Favreau estaba escribiendo una cuarta temporada,  señalando que estaba siendo informada por las series Ahsoka (2023) y Skeleton Crew (2024). 
La escritura de la cuarta temporada se completó en febrero de 2023,  y la preproducción se realizó en abril de ese año.  Se esperaba que el rodaje comenzara en septiembre de 2023. Sin embargo, esto se retrasó por la huelga del Writers Guild of America de 2023 y la huelga de SAG-AFTRA de 2023.  Lucasfilm luego reevaluó sus planes para la franquicia y decidió priorizar la película, The Mandalorian & Grogu, en su lugar. No estaba claro si la cuarta temporada aún se haría porque existía la posibilidad de que futuras historias mandalorianas se contaran a través de secuelas de películas si la primera película fuera un éxito.

### Elenco
En noviembre de 2018, se anunció que Pedro Pascal fue elegido como protagonista.Pascal inicialmente pensó que lo elegirían como el personaje de Star Wars, Boba Fett, debido a las similitudes visuales entre ese personaje y el Mandaloriano,  pero este último es un personaje separado llamado Din Djarin.  Favreau llamó a Pascal "una estrella de cine clásica" que "tenía la presencia y las habilidades" necesarias para interpretar a un personaje en gran medida oculto bajo un casco.  El Mandaloriano también es interpretado por los dobles Brendan Wayne, Lateef Crowder,  y Barry Lowin.  Pascal trabajó con Favreau y Filoni para grabar el diálogo del personaje más tarde
También en noviembre Gina Carano y Nick Nolte habían sido elegidos para los papeles principales.
El 12 de diciembre de 2018, se anunció que Giancarlo Esposito, Carl Weathers, Emily Swallow, Omid Abtahi y Werner Herzog se habían unido al elenco principal.

### Rodaje
El rodaje de la serie, según informes, comenzó durante la primera semana de octubre del año 2018 en el sur de California. El 19 de octubre de 2018, George Lucas visitó el set de la serie como una sorpresa de cumpleaños para Favreau. El 25 de octubre de 2018, se informó que la policía estaba investigando el gran robo de varios elementos no especificados del set de la serie en el campus de Manhattan Beach Studios en Manhattan Beach, California.

### Nueva tecnología
El estudio de efectos visuales Industrial Light & Magic, filial de Lucasfilm, abrió en noviembre de 2018 una nueva división llamada ILM TV, destinada específicamente a la televisión por episodios y en streaming. Con sede en Londres y con el apoyo de las ubicaciones de ILM en San Francisco, Vancouver y Singapur, uno de los primeros proyectos de la nueva división fue The Mandalorian.  Mientras dirigía El libro de la selva (2016), Favreau había utilizado pantallas grandes en el set para crear iluminación interactiva, de modo que cuando el metraje de acción en vivo se combinara con un entorno digital en la postproducción, el efecto sería más realista. Encontró que el proceso era eficaz, pero requería mucho tiempo. Cuando comenzó a trabajar en El Rey León, Favreau trabajó con el proveedor de efectos visuales Moving Picture Company, el desarrollador de tecnología Magnopus y el software del motor de juego Unity para desarrollar un nuevo sistema de cámara virtual que le permitiera filmar escenas en un entorno de realidad virtual. como si estuviera filmando con cámaras físicas. Para El Rey León, MPC renderizó los resultados de la fotografía virtual como animación final de la película. En The Mandalorian, Favreau quería utilizar la tecnología virtual para ayudar a la fotografía de acción en vivo y también desarrollar el sistema de video wall. ILM se asoció con el desarrollador de videojuegos Epic Games para crear un nuevo sistema llamado StageCraft basado en el motor de juego de Epic, Unreal Engine. StageCraft consta de grandes pantallas de vídeo LED en las que se pueden representar entornos digitales en tiempo real para que los actores actúen frente a ellos. 
Durante la preproducción, el proceso de fotografía virtual desarrollado para El Rey León se utilizó para planificar el rodaje de la serie y determinar qué entornos se necesitarían en el set. Luego, ILM creó los entornos digitales y los agregó a StageCraft, listos para fotografías de acción en vivo con los actores. Algunos de estos entornos se basaron en fotografías de locaciones en países como Islandia y Chile, sobre las cuales Favreau dijo: "Los actores no son llevados a la locación. La locación es llevada a los actores". Los entornos fueron diseñados por el departamento de arte visual de la serie, dirigido por el director creativo de Lucasfilm, Doug Chiang, y el diseñador de producción Andrew L. Jones.  Durante el rodaje, los entornos digitales se representaron en una pared de video en tiempo real, lo que permitió a los realizadores y actores ver los entornos. ILM usó una versión más pequeña de la tecnología para Solo: A Star Wars Story (2018), pero en The Mandalorian utilizaron un conjunto de 21 pies de alto (6,4 m) y 75 pies (23 m) de diámetro rodeado por un techo y una pared de video LED semicircular de 360 grados. El set de Manhattan Beach Studios se conoce como "volumen", que es tradicionalmente el nombre de los escenarios de captura de movimiento. La intención inicial de Favreau era utilizar el video wall como una forma de proporcionar una iluminación interactiva realista para los actores, con una sección de la pantalla detrás de los actores mostrando una pantalla verde para poder ver una versión de mayor calidad del fondo agregado en postproducción. Durante las pruebas de filmación con la tecnología, el equipo se dio cuenta de que Unreal Engine podía renderizar imágenes lo suficientemente rápido como para que el fondo se moviera con la cámara. Esto permitió que el sistema mantuviera la apariencia de paralaje, donde el entorno aparecería de manera diferente según el ángulo en el que se mirara, tal como lo haría un entorno 3D real. Este efecto causa cierta distorsión en la imagen del videowall, pero parece un entorno real cuando se ve a través de la cámara.

### Música
El compositor Ludwig Göransson fue recomendado por varios de sus colaboradores anteriores a Favreau, incluidos los directores Ryan Coogler y Anthony y Joe Russo, y el músico Donald Glover. Favreau sabía que la música sería importante para la serie debido al impacto de la música de John Williams en las películas de Star Wars, pero también quería que la música de la serie fuera diferente de la de las películas. Quería que la serie sonara "un poco más valiente, un poco más atrevida y un poco más orientada a la tecnología".  Göransson se reunió por primera vez con Favreau en noviembre de 2018, cuando Favreau le mostró al compositor el arte conceptual de la serie y discutió sus inspiraciones para la historia y el tono, incluidas las películas occidentales y de samuráis. También hablaron de cómo se sintieron cuando escucharon por primera vez la música de Star Wars de Williams, y Göransson se propuso recrear esos sentimientos y "capturar el alma de lo que es Star Wars", pero de una manera nueva. 
El 19 de diciembre de 2018 se anunció que Ludwig Göransson compondría la banda sonora de la serie. Cada capítulo tiene su propio álbum, lanzado el mismo día. Para la composición, Göransson interpretó él mismo muchos de los instrumentos principales, añadiendo posteriormente una orquestra de 70 piezas. Escribió un total de cuatro horas de música para la serie. Göransson también va a componer la música para la segunda temporada de la serie.En febrero de 2023, se reveló que Joseph Shirley estaría anotando la tercera temporada. Shirley proporcionó previamente música adicional para las dos primeras temporadas y utilizó los temas de Göransson para componer la partitura de El libro de Boba Fett.

## Márketing
El 4 de octubre de 2018, se lanzó la primera imagen promocional de la serie, mostrando a un mandaloriano con un rifle. Aproximadamente una semana después, Favreau lanzó una foto a través de su cuenta oficial de Instagram con un rifle con un cañón de dos puntas, una aparente referencia al arma de Boba Fett en el Especial navideño de Star Wars. El primer póster y tráiler oficiales fueron presentados en la convención D23 Expo el 23 de agosto de 2019. Un segundo y final tráiler fue lanzado el 28 de octubre de 2019.

## Lanzamiento

### Streaming
The Mandalorian se estrenó en el servicio de streaming Disney+ el día de su lanzamiento en Estados Unidos, el 12 de noviembre de 2019. La segunda temporada se estrenó el 30 de octubre de 2020. La tercera temporada se estrenó el 1 de marzo de 2023. "Chapter 1: The Mandalorian" se transmitió en las redes lineales de Disney ABC, Freeform y FX el 24 de febrero de 2023, en anticipación al estreno de la tercera temporada en el servicio.

### Medios domésticos
Las dos primeras temporadas de The Mandalorian fueron lanzadas en Ultra HD Blu-ray y Blu-ray por Walt Disney Studios Home Entertainment el 12 de diciembre de 2023, con empaques Steelbook, tarjetas de arte conceptual y características adicionales "nunca antes vistas".

## Recepción

### Audiencia
En los primeros cuatro días de su lanzamiento, The Mandalorian tuvo una mayor demanda en Estados Unidos que cuatro de los originales de streaming más populares de 2019: The Umbrella Academy (Netflix), When They See Us (Netflix), The Dark Crystal: Age of Resistance (Netflix) y Good Omens (Amazon Prime Video). TV Time, una aplicación popular que permite a los usuarios rastrear programas y películas que están viendo (o quieren ver), declaró que el doble de personas en comparación con la semana pasada están interesadas en The Mandalorian, y señaló que tenía la mayor ganancia de todos los Programas de televisión.

Según Nielsen, la primera temporada de The Mandalorian acumuló 5,420 millones de minutos de visualización durante sus siete semanas de emisión, superando los 1,150 millones de minutos durante la semana en que se estrenó su final.  Agregó 800 millones de minutos más la semana después de su final.  Según Nielsen, la segunda temporada se convirtió en la serie de televisión en streaming más vista en los EE. UU. del 14 al 20 de diciembre, con 1.336 millones de minutos de visualización.  También ocupó el decimocuarto lugar en la lista de Nielsen de programas de televisión y películas en streaming más vistos de 2020 con 14,5 mil millones de minutos vistos durante el año.  El programa se convirtió en el primer programa que no es de Netflix que llegó al número uno en el ranking de transmisión de Nielsen.  Según Samba TV, la segunda temporada del programa atrajo a 1,04 millones de hogares.  The Hollywood Reporter informó que The Mandalorian lideró la serie de acción en vivo de Disney+ con la mayoría de los minutos (8.4 mil millones) provenientes de las ocho semanas en que debutó la segunda temporada.

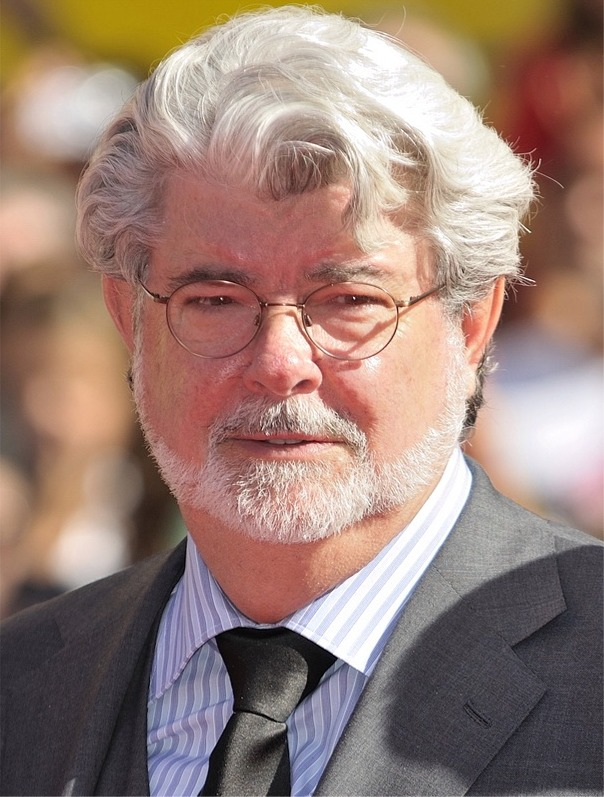
La serie es parte del universo de Star Wars, creado por George Lucas. El mismo Lucas visitó los rodajes de la serie.

### Respuesta crítica
En la primera temporada, el sitio web de revisiones Rotten Tomatoes le otorgó una calificación de aprobación del 93%, con nota promedio de 8.01/10, basada en 33 revisiones. El consenso crítico del sitio web dice: "Llena de acción y expertamente elaborada, aunque a veces algo fría, The Mandalorian es una adición bienvenida al universo de Star Wars que se beneficia enormemente de la ternura de su cargamento". Metacritic, que utiliza un promedio ponderado, asignó un puntaje de 70 de 100, basado en 29 críticas, indicando "reseñas generalmente favorables".
Para la segunda temporada, Rotten Tomatoes reportó un índice de aprobación del 93% con una puntuación promedio de 8,5/10, según 450 reseñas. El consenso crítico del sitio dice: "Con los favoritos de los fanáticos y muchas caras nuevas tanto delante como detrás de la cámara, la segunda temporada de The Mandalorian solidifica su lugar como una de las sagas más atractivas y emocionantes de Star Wars".  Metacritic asignó una puntuación de 76 sobre 100 basándose en 14 críticas, lo que indica "críticas generalmente favorables". 
Para la tercera temporada, Rotten Tomatoes informó un índice de aprobación del 85% con una puntuación promedio de 7,55/10, según 240 reseñas. El consenso crítico del sitio dice: "El kilometraje puede variar en un par de parsecs a medida que The Mandalorian se vuelve cada vez más sobre el tejido conectivo de la historia más amplia de Star Wars, pero esta sigue siendo una de las aventuras más atractivas en una galaxia muy, muy lejana". Metacritic ha asignado una puntuación de 70 sobre 100 basándose en 14 críticas, lo que indica "críticas generalmente favorables". 
Zaki Hasan, del San Francisco Chronicle, dijo que el programa "en esencia permite a la franquicia tomar un mulligan con Boba Fett. Echa un vistazo, toma ese 'genial' inefable y transfiérelo a un personaje completamente nuevo que ofrece un lienzo intacto, mientras le da a la audiencia algo que le resulta familiar". Añadió: "Tres episodios en, eso es todo lo que The Mandalorian es: un sentimiento. Un buen sentimiento, eso sí, pero en lugar de cualquier calidad de narración específica, es esa sensación de la que estás hablando. Los efectos visuales, los efectos de sonido, el aspecto general de la cosa es todo un éxito. Esta es una producción pulida que muestra cada centavo de su presupuesto de largometraje en cada fotograma de su tiempo de ejecución".  Micah Peters dijo: "The Mandalorian ya puede ser difícil de cuidar como algo más que una entrega que existe únicamente para establecer la próxima entrega. Pero todavía hay muchas cosas agradables al respecto, y también es un espectáculo de Disney con naves espaciales y babosas marinas gigantes, por lo que no necesita ser Ciudadano Kane. Sin embargo, podría ser el próximo gran wéstern de televisión".
Para Yanil Coliva, de Plano Americano, The Mandalorian salvó a Star Wars de su crisis creativa al asimilar "la esencia de la trilogía original para reinventarse en un héroe lacónico y misterioso, que restauró el poder de la galaxia muy muy lejana y nos recordó por qué vale la pena salvarla". IGN y Comic Book Resources han comparado la premisa básica de la serie con el manga Kozure Ōkami, el cual se centra en un samurai y su hijo pequeño.

### Impacto
Gran parte de la reacción de las redes sociales ha sido sobre el personaje principal del programa, que es un "bebé" de 50 años de la especie de Yoda, que se mantuvo en secreto hasta que se emitió el episodio piloto de la serie. El Mandaloriano inicialmente toma al Niño por una recompensa, pero termina convirtiéndose en su guardián de facto para protegerlo. Se ha demostrado que tiene los poderes de la Fuerza, y ha recibido el apodo de Bebe Yoda. La inesperada popularidad del Bebe Yoda provocó una explosión de mercancía no oficial para la temporada navideña y festiva, que rápidamente se agotó.

### Premios y nominaciones
Premios Emmy
| Año  | Categoría                                                                         | Nominado(s) | Resultado |
| ---- | --------------------------------------------------------------------------------- | --- | --------- |
| 2020 | Mejor serie dramática                                                             | Jon Favreu, Dave Filoni, Kathleen Kennnedy, Colin Wilson y Karen Gilchrist                                                                   | Nominados |
| 2020 | Mejor actor invitado en una serie dramática                                       | Giancarlo Esposito | Nominado  |
| 2020 | Mejor actuación de voz                                                            | Taika Waititi | Nominado  |
| 2020 | Mejor montaje en una serie dramática monocámara                                   | Jeff Seibenick (Capítulo 8: The Redepmtion)                                                                                                  | Nominado  |
| 2020 | Mejor montaje en una serie dramática monocámara                                   | Andrew S. Eisen (Capítulo 2: The Child) | Nominado  |
| 2020 | Mejor montaje en una serie dramática monocámara                                   | Dana E. Glaubermann y Dylan Firshein (Capítulo 4: Sanctuary)                                                                                 | Nominados |
| 2020 | Mejor maquillaje prostético en una serie, miniserie, telefilme o especial         | Brian Sipe, Alexei Dmitriew, Carlton Coleman, Samantha Ward, Scott Stoddard, Mike Ornelaz, Sabrina Castro y Scott Patton                     | Nominados |
| 2020 | Mejor composición musical en una serie                                            | Ludwig Göransson | Ganador   |
| 2020 | Mejor mezcla de sonido en una comedia o serie dramática (media hora) y animación  | Shawn Holden, Bonnie Wild y Chris Fogel | Ganadores |
| 2020 | Mejores efectos especiales visuales                                               | Richard Bluff, Jason Porter, Abbigail Keller, Hayden Jones, Hal Hickel, Roy Cancino, John Rosengrant, Enrico Damm y Landis Fields            | Ganadores |
| 2020 | Mejor coordinación de especialistas en una serie dramática, miniserie o telefilme | Ryan Watson | Ganador   |
| 2020 | Mejor fotografía en una serie monocámara (media hora)                             | Greig Fraser y Baz Idoine | Ganadores |
| 2020 | Mejor vestuario de fantasía o ciencia ficción                                     | Joseph Porro, Julie Robar, Giovanna Ottobre-Melton y Lauren Silvestri                                                                        | Nominados |
| 2020 | Mejor edición de sonido en una comedia o serie dramática (media hora) y animación | David Acord, Matthew Wood, Bonnie Wild, James Spencer, Richard Quinn, Richard Gould, Stephanie McNally, Ryan Rubin, Ronni Brown y Jana Vance | Ganadores |
| 2020 | Mejor diseño de producción en un programa narrativo (media hora)                  | Andrew L. Jones, Jeff Wisniewsky y Amanda Serino                                                                                             | Ganadores |

## Futuro
En noviembre de 2019, el director creativo de Walt Disney Studios, Alan Horn, declaró que si la serie tiene éxito, se podría desarrollar una película con el personaje. El 5 de diciembre de 2019, cuando se le preguntó si los personajes de la serie aparecerán en futuras producciones de Star Wars, Favreau dijo que «definitivamente existe la oportunidad de explorar estos personajes más allá de lo que se ha presentado en el programa», y que «hay una línea muy fluida entre lo que hay en las salas de cine y lo que está en la pantalla en casa». Favreau consideró su experiencia trabajando en el Marvel Cinematic Universe, donde existen historias más pequeñas dentro de la narrativa más grande, como una guía potencial para spin-offs. Además, tanto Favreau como Pascal estaban abiertos a la idea de que el Mandaloriano apareciera en una película de Star Wars, pero Favreau "no tenía prisa" por hacerlo.
En diciembre de 2020, se anunciaron las series derivadas Rangers of the New Republic, Ahsoka y The Book of Boba Fett,  con las tres series desarrolladas por Favreau y Filoni, ambientadas en el mismo marco temporal y planeado para culminar en un "evento culminante de la historia". Antes de que Lucasfilm anunciara que Carano ya no era empleada de la compañía en febrero de 2021, The Hollywood Reporter había informado que había potencial para que ella protagonizara Rangers of the New Republic. El desarrollo activo de la serie no había comenzado en mayo, y todavía estaba en suspenso en noviembre cuando Kennedy dijo que el desarrollo no había llegado al punto en que se escribieron los guiones. Ella dijo que había potencial para que las ideas de la serie se incorporaran a la "próxima iteración" de The Mandalorian. Una nueva serie, Skeleton Crew, se anunció en mayo de 2022 después de ser desarrollada por Jon Watts y Christopher Ford. Se reveló que Favreau y Filoni se desempeñarían como productores ejecutivos de la serie, que también se establece en el marco de tiempo de The Mandalorian y Ahsoka.
En diciembre de 2020, se reveló que The Mandalorian y sus series relacionadas estaban planeadas para culminar en un "evento culminante de la historia". En Star Wars Celebration London en abril de 2023, se anunció que Filoni estaba dirigiendo una película que serviría como conclusión de las historias interconectadas de The Mandalorian, The Book of Boba Fett y Ahsoka, entre otras. En enero de 2024 Lucasfilm anunció la producción de una película titulada The Mandalorian & Grogu, que será dirigida por Jon Favreau.